# Progetto 112
Progetto 112 (112 fa riferimento al numero d'appartenenza nel processo di revisione) è il nome in cui rientrano una serie di esperimenti scientifico-militari per la realizzazione di armi chimiche e biologiche, condotti dall'US Army tra il 1962 e il 1973. Iniziato sotto l'amministrazione Kennedy , il progetto fu autorizzato dal segretario della Difesa Robert McNamara nel piano di un quadro di revisione completa della panoramica logistica e militare degli Stati Uniti. Al finanziamento della ricerca militare contribuì ogni ramo delle forze armate.
Le armi vennero sperimentate nei siti: Deseret Test Center e Deseret Chemical Depot , nell'area di Fort Douglas (Utah).  Lo scopo ufficiale del progetto era di sperimentare gli effetti delle armi biologiche e chimiche sul personale di servizio, naturalmente ignaro della presenza degli agenti nelle aree di lavoro. Oltre a ciò, altre persone furono esposte inconsapevolmente alle tossine su navi da guerra USA.

## Scoperta del progetto
Nonostante le forti indiscrezioni che volevano la realtà del progetto e suoi simili nel contesto della realizzazione segreta di armi chimiche e biologiche da parte dell'esercito degli Stati Uniti, fino al maggio 2000 i funzionari militari negarono categoricamente l'esistenza di tale piano d'armamento e sperimentazione e del relativo progetto SHAD . In questa data, CBS Evening News mandò in servizio un rapporto investigativo redatto con immagini e documenti provanti l'esistenza del piano, mettendo in luce le nefandezze prodotte negli anni della sperimentazione.
Il rapporto ebbe la fortunata conseguenza di smuovere le alte sfere del Dipartimento della Difesa e del Dipartimento degli Affari dei Veterani degli Stati Uniti, i quali, insieme, avviarono una indagine approfondita sul misterioso progetto 112, rivelando, inoltre, al personale di servizio in quegli anni la loro esposizione passata a tossine e agenti chimici.

## Rapporto del General Accountability Office
Nel 2008, il General Accountability Office pubblicò un rapporto circa gli sforzi dell'esercito di rintracciare quanto più possibile le vittime inconsapevoli di questo progetto, sottolineando come pochi furono i tentativi da parte dei funzionari di avvertire le persone esposte. Secondo le documentazioni redatte dal GAO, la ricerca delle vittime si concluse definitivamente nel 2003, quando i militari ne decisero l'arbitrario abbandono.
In accordo col rapporto, centinaia sarebbero le persone che avrebbero subito danni e malattie a causa dell'esposizione agli agenti chimici e biologici.